# Lludd
Lludd (även Lud, Nudd (engelsk namnform) och Nuadha) var i keltisk mytologi kung av Britannien, son till Bell, bror till Llefelys.

## Myten
Kung Lludd emanerar förmodligen från en gud som vördades jämte de keltiska gudarna Bran och Beli. Llud befriade landet från tre plågoandar tillsammans med sin bror. I sagan om den tredje hemsökelsen som handlar om två drakar framträder hjälten Emrys.
Lludd brukar tillskrivas rollen som Londons grundare och staden ska ha fått sitt namn efter honom: Lludd-din, dvs Luds stad. En av Londons stadsportar, Ludgate, ska ha fått sitt namn av Lud.

## De brittiska kungarnas historia
Myten om Lludd är förebilden till den kung med samma namn som nämns i Geoffrey av Monmouths De brittiska kungarnas historia.